# Khedive's Star

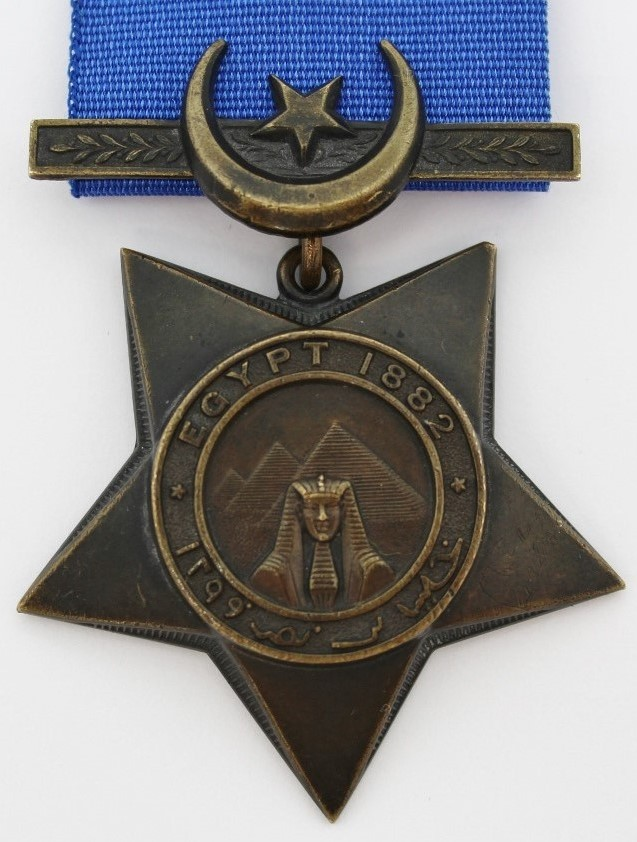
Khedive's Star

De Khedive's Star (Nederlands; "Ster van de Onderkoning") was een onderscheiding die door de Khedive, de onderkoning van Egypte, werd uitgereikt. De ster was ingesteld door Khedive Tewfik Pasha en werd aan Britse officieren toegekend. De nominaal aan Turkije onderworpen onderkoning regeerde met Britse steun. De ster werd tussen 1882 en 1889 uitgereikt aan Britse en Brits-Indische officieren, onderofficieren en soldaten  die de regering van de Khedive steunden, onder andere bij het neerslaan van de rebbelie van Egyptische strijdkrachten onder Ahmed Urabi Pasja in 1882. Later ook tijdens de gezamenlijke militaire optredens in de Anglo-Egyptische Soedan.
Britten die in 1882 de Khedive 's Star ontvingen mochten ook een Britse campagnemedaille, de Egypte Medaille dragen. De laatste sterren werden in 1891 uitgereikt.

## De ster
Op de voorzijde van de vijfpuntige bronzen ster is binnen een ring met de Arabische  en Engelse tekst "EGYPT 1882" de sphinx afgebeeld met daarachter de drie piramides op het plateau van Gizeh. De verbinding met het lint is een halve maan met de twee punten omhoog, bevestigd aan een gesp. 
De keerzijde draagt binnen een ring het gekroonde monogram in Europese stijl van Khedive Tewfik Pasha van Egypte. Er zijn ook sterren met een gladde achterzijde bekend. 
De ster werd aan een donkerblauw lint op de linkerborst gedragen.
Men kon de ster slechts eenmaal verwerven. Militairen die de ster al droegen werden voor hun bijdrage aan de expeditie naar Tokar, sinds 1883 zetel van Beja-aanvoerder Usman Dinga, beloond met een gesp op het lint.